# Münster-Gievenbeck

Gievenbeck est un quartier de la ville de Münster en Westphalie et appartient au district ouest. Grâce à l'importante zone de construction Gievenbeck-Südwest autrement appelée Auenviertel, le quartier se développe de façon continue en direction de l'ouest. C'est un quartier calme à fonction essentiellement résidentielle.

## Geographie

### Organisation
Gievenbeck est un quartier avec trois centres importants :
- Michaelkirche : le « vieux centre » du quartier datant des années 1970 avec une église, une bibliothèque paroissiale, une école primaire, deux jardins d'enfants, trois supermarchés (MiniMal, Lidl et Kaiser's), diverses boutiques (entre autres un magasin Schlecker), des cabinets médicaux, des restaurants, un bureau de poste, une banque, trois pharmacies et une maison communale.
- Rüschhausweg : deux supermachés (Aldi et Extra-Markt), un magasin Schlecker, des cabinets médicaux, une pharmacie, une banque et diverses boutiques.
- Gievenbeck Auenviertel : le plus jeune des "centres" avec une école primaire, un jardin d'enfant, le nouvellement construit Freiherr-vom-Stein-Gymnasium, un complexe sportif, la maison culturelle La Vie, comprenant une bibliothèque municipale, une pharmacie et diverses boutiques (Aldi, Schlecker Ratio Einkaufszentrum avec station essence et magasin d'outillage).

### Étendue
Münster-Gievenbeck s'étend :
- Au nord jusqu'à la Steinfurter Straße
- À l'est jusqu'à la Busso-Peus-Straße
- Au sud jusqu'à la Roxeler Straße
- À l'ouest jusqu'au Aa munstérois et l'autoroute A1.

## Histoire
Le nom (Gievenbach, c'est-à-dire Güörtpott ou Goltepelsbach en dialecte local) semble avoir des origines germaniques. Le quartier est mentionné pour la première fois en 889 en tant que Villa Gibonbeki. À l'origine, Gievenbeck n'était qu'une petite bourgade paysanne le long du Gievenbach. De l'espace fut gagné par des campagnes de défrichement, ainsi apparut la rue actuelle Gievenbecker Reihe qui devint la rue centrale du lieu. La rue Appelbreistiege qui ne sert aujourd'hui que de piste cyclable était au départ la rue commerçante la plus importante de Münster en direction de l'ouest.
En 1903, Gievenbeck fut intégré au quartier Überwasser de la ville de Münster. Il ne s'agissait toujours que de quelques fermes. En 1920, on ne comptait que 521 habitants. L'électricité fit son arrivée en 1921.
Après la Seconde Guerre mondiale, alors que l'hôpital universitaire de Münster (Universitätsklinikum) fut agrandi jusqu'à Gievenbeck, le quartier se développa rapidement. Un nouveau quartier apparut autour de la Michaelkirche. Dans les années 1970, le quartier fut largement agrandi, notamment par la construction de résidences étudiantes. Les premières furent celles de Gescherweg et de Rüschhausweg. Le quartier grandit alors en direction du nord-ouest. Dans les années 1980, le quartier s'agrandit encore, principalement vers le nord avec les rues Von-Esmarch-Straße et Schöppingenweg/Gescherweg. Au début des années 1990 fut créé le quartier résidentiel de Toppheide.
Depuis l'an 2000, le quartier s'étend en direction du sud-ouest et devrait dans un futur proche dépasser le cap des 20 000 habitants, devant ainsi le deuxième plus grand quartier de Münster après celui de Hiltrup. Finalement, en 50 ans, d'un lieu campagnard est né un immense quartier résidentiel.

## Politique
- Partis à MS / Gievenbeck : SPD Gievenbeck, CDU Gievenbeck, JU Gievenbeck, Représentation locale des Verts (Grünen)
- Résultats des dernières élections communales de Münster le 26 septembre 2004, pour le quartier de Gievenbeck (Source : Stadt Münster)
  - Inscrits : 7975
  - Votants : 4648
  - Votes valides : 4604
  - CDU: 1923 voix / 41,77 %
  - SPD: 1051 voix / 22,83 %
  - Grüne: 878 voix / 19,07 %
  - FDP: 576 voix / 12,51 %
  - UWG-MS: 85 voix / 1,85 %
  - PDS/LL: 50 voix / 1,09 %
  - ÖDP: 41 voix / 0,89 %

## Institutions et associations

### Bâtiments et institutions importantes
- Enseignement supérieur :
  - Établissement régional d'enseignement supérieur de l'administration publique (Domaine : finances)
- Églises :
  - St.Michael Kirche
  - Lukaskirche
- Bibliothèque St. Michael
- Maison de quartier Fachwerk
- Maison de quartier La Vie au 127 rue Dieckmannstraße
- Jardins d'enfant / Crèches : 5 jardins d'enfants : "St.Michael", "Lichtblick", Waldorfkindergarten Münster e.V., Kita "Wolkenburg" (DRK) et Lukas Kindergarten

### Écoles et éducation
- Écoles primaires : Michaelschule, Mosaik-Grundschule dans le quartier Auenviertel, Wartburg-Grundschule (pratiquant la "journée continue")
- Au-delà : Wartburg-Hauptschule, Waldorfschule, Freiherr-vom-Stein-Gymnasium

### Résidences étudiantes
- Résidence Stadtlohnweg
- Résidence Heekweg
- Résidence Gescherweg
- Résidence Rudolf-Harbig-Weg
- Résidence Horstmarer Landweg

### Associations
- Association sportive TSC Münster-Gievenbeck e.V.
- DPSG St.Michael
- Assoc. sportive 1. FC Gievenbeck 1949 e.V.
- Assoc. sportive 1.FC Gievenbeck 1949 e.V. (Handcall)
- École de musique Musikzug Gievenbeck e. V. 1979
- Assoc. du carnaval "Soffie von Gievenbeck e.V." von 1982
- Assoc. sportive FC Münster 05
- Bushido Münster (Association de Karate)

## Transports
- Transports publics : Les lignes de bus 5, 11, 12, 13, et 22 et les bus de nuit N80 und N85 conduisent à Gievenbeck. La ligne 20 le contourne par l'ouest.
- Autre : la rue Von Esmarch-Straße donne accès à la rocade de Münster. L'autoroute A1 et la route nationale 54 sont accessibles facilement via la sortie Münster-Nord.

## Personnalités
- Jürgen W. Möllemann vécut à Gievenbeck jusqu'à sa mort.